# Andreas Ertl
Andreas Ertl (ur. 30 września 1975 w Lenggries) – niemiecki narciarz alpejski, mistrz świata i wicemistrz świata juniorów.

## Kariera
Po raz pierwszy na arenie międzynarodowej pojawił się w 1992 roku, startując na mistrzostwach świata juniorów w Mariborze, gdzie jego najlepszym wynikiem było 35. miejsce w gigancie. Jeszcze dwukrotnie startował na imprezach tego cyklu, największy sukces osiągając na rozgrywanych w 1994 roku mistrzostwach świata juniorów w Lake Placid, gdzie zdobył srebrny medal w kombinacji. Na tych samych mistrzostwach był też między innymi szósty w slalomie i gigancie.
W zawodach Pucharu Świata zadebiutował 12 grudnia 1994 roku w Sestriere, gdzie nie ukończył slalomu. Pierwsze pucharowe punkty wywalczył 20 lutego 1995 roku w Furano, zajmując 27. miejsce w gigancie. Nigdy nie stanął na podium zawodów pucharowych; najwyższą pozycję osiągnął 22 grudnia 2002 roku w Alta Badia, gdzie był jedenasty w gigancie. Najlepsze wyniki osiągnął w sezonie 1997/1998, kiedy zajął 85. miejsce w klasyfikacji generalnej. Na mistrzostwach świata w Bormio w 2005 roku wspólnie z kolegami i koleżankami z reprezentacji zdobył złoty medal w zawodach drużynowych. Był też między innymi dziewiąty w kombinacji podczas mistrzostw świata w Vail/Beaver Creek w 1999 roku. Nigdy nie wystąpił na igrzyskach olimpijskich. W 2006 roku zakończył karierę, następnie został trenerem.
Jego siostra, Martina Ertl, również uprawiała narciarstwo alpejskie.

## Osiągnięcia

### Mistrzostwa świata
| Miejsce | Dzień       | Rok  | Miejscowość       | Konkurencja | Czas biegu  | Strata  | Zwycięzca                |
| ------- | ----------- | ---- | ----------------- | ----------- | ----------- | ------- | ------------------------ |
| 20.     | 23 lutego   | 1996 | Sierra Nevada     | Gigant      | 1:58,63 min | +6,75 s | Alberto Tomba            |
| DNF1    | 25 lutego   | 1996 | Sierra Nevada     | Slalom      | 1:42,26 min | -       | Alberto Tomba            |
| DNF1    | 12 lutego   | 1997 | Sestriere         | Gigant      | 2:48,23 min | –       | Michael von Grünigen     |
| DNF1    | 15 lutego   | 1997 | Sestriere         | Slalom      | 1:51,70 min | –       | Tom Stiansen             |
| 22.     | 2 lutego    | 1999 | Vail/Beaver Creek | Supergigant | 1:14,53 min | +2,31 s | Lasse Kjus Hermann Maier |
| 9.      | 9 lutego    | 1999 | Vail/Beaver Creek | Kombinacja  | 2:43,09 min | +4,97 s | Kjetil André Aamodt      |
| DNF1    | 12 lutego   | 1999 | Vail/Beaver Creek | Gigant      | 2:19,31 min | -       | Lasse Kjus               |
| DNF1    | 14 lutego   | 1999 | Vail/Beaver Creek | Slalom      | 1:42,12 min | -       | Kalle Palander           |
| DNF1    | 10 lutego   | 2001 | Sankt Anton       | Slalom      | 1:39,66 min | -       | Mario Matt               |
| DNF1    | 12 lutego   | 2003 | Sankt Moritz      | Gigant      | 2:45,93 min | -       | Bode Miller              |
| DNF1    | 16 lutego   | 2003 | Sankt Moritz      | Slalom      | 2:45,93 min | -       | Ivica Kostelić           |
| 29.     | 29 stycznia | 2005 | Bormio            | Supergigant | 1:27,55 min | +2,88 s | Bode Miller              |
| DNF1    | 9 lutego    | 2005 | Bormio            | Gigant      | 2:50,41 min | -       | Hermann Maier            |
| DNS2    | 12 lutego   | 2005 | Bormio            | Slalom      | 1:41,34 min | -       | Benjamin Raich           |
| 1.      | 13 lutego   | 2005 | Bormio            | Drużynowo   | 26 pkt      | -       | -                        |

### Mistrzostwa świata juniorów
| Miejsce | Dzień     | Rok  | Miejscowość   | Konkurencja | Czas biegu  | Strata  | Zwycięzca          |
| ------- | --------- | ---- | ------------- | ----------- | ----------- | ------- | ------------------ |
| 48.     | 25 lutego | 1992 | Maribor       | Zjazd       | 1:19,48 min | +2,76 s | Michael Makar      |
| 45.     | 26 lutego | 1992 | Maribor       | Supergigant | 1:08,11 min | +3,65 s | Tobias Hellman     |
| 35.     | 28 lutego | 1992 | Maribor       | Gigant      | 2:04,26 min | +5,90 s | Michel Stuffer     |
| 50.     | 2 marca   | 1993 | Montecampione | Supergigant | 1:38,79 min | +4,25 s | Massimiliano Iezza |
| 31.     | 4 marca   | 1993 | Montecampione | Zjazd       | 1:28,27 min | +2,62 s | Gaëtan Llorach     |
| 18.     | 5 marca   | 1993 | Montecampione | Gigant      | 2:06,45 min | +4,15 s | Josef Strobl       |
| 13.     | 6 marca   | 1993 | Montecampione | Slalom      | 2:06,45 min | +2,38 s | Chip Knight        |
| 6.      | 7 marca   | 1993 | Montecampione | Kombinacja  | ?           | ?       | Gaëtan Llorach     |
| 14.     | 7 marca   | 1994 | Lake Placid   | Zjazd       | 1:38,07 min | +2,68 s | Kevin Wert         |
| 21.     | 11 marca  | 1994 | Lake Placid   | Supergigant | 1:24,40 min | +2,62 s | Benjamin Melquiond |
| 25.     | 14 marca  | 1994 | Lake Placid   | Gigant      | 2:27,88 min | +1,08 s | Stefan Stankalla   |
| 6.      | 14 marca  | 1994 | Lake Placid   | Slalom      | 1:43,85 min | +2,45 s | Frédéric Covili    |
| 2.      | 14 marca  | 1994 | Lake Placid   | Kombinacja  | ?           | ?       | Frédéric Covili    |

### Puchar Świata

#### Miejsca w klasyfikacji generalnej
- sezon 1994/1995: 135.
- sezon 1996/1997: 100.
- sezon 1997/1998: 85.
- sezon 1998/1999: 111.
- sezon 2002/2003: 87.
- sezon 2003/2004: 111.
- sezon 2004/2005: 131.
- sezon 2005/2006: 141.

#### Miejsca na podium w zawodach
Ertl nigdy nie stanął na podium zawodów PŚ.